# 고즈카 가즈키
고즈카 가즈키(일본어: 小塚 和季, 1994년 8월 2일 ~ )는 일본의 축구 선수로 현재 대한민국 K리그2의 서울 이랜드에서 미드필더로 활동 중이며 K리그 등록명은 카즈키이다.

## 구단 경력
그는 2013년부터 J리그의 알비렉스 니가타, 레노파 야마구치 FC, 방포레 고후, 오이타 트리니타, 가와사키 프론탈레에서 뛰었다.